# Polina Stoyneva
Polina Stoyneva est une ancienne joueuse bulgare de volley-ball née le 2 septembre 1989. Elle mesure 1,92 m et jouait au poste d'attaquante. Elle a totalisé 46 sélections en équipe de Bulgarie.

## Clubs
| Club                 | De        | À         |
| -------------------- | --------- | --------- |
| Levski Siconco Sofia | 2005-2006 | 2008-2009 |
| İqtisadçı VK         | 2009-2010 | 2009-2010 |
| VK Bakou             | 2010-2011 | 2010-2011 |
| ASPTT Mulhouse       | 2011-2012 | 2011-2012 |
| Levski Siconco Sofia | 2012-2013 | 2012-2013 |
| Apollon Limassol     | 2013-2014 | 2013-2014 |
| Barbãr Girls         | 2014-2015 | 2014-2015 |

## Palmarès
- Championnat de Bulgarie
  - Vainqueur : 2009.
- Coupe de Bulgarie
  - Vainqueur : 2009.
- Championnat de France
  - Finaliste : 2012.
- Coupe de France
  - Finaliste : 2012.